# 화이트 제노사이드 음모론

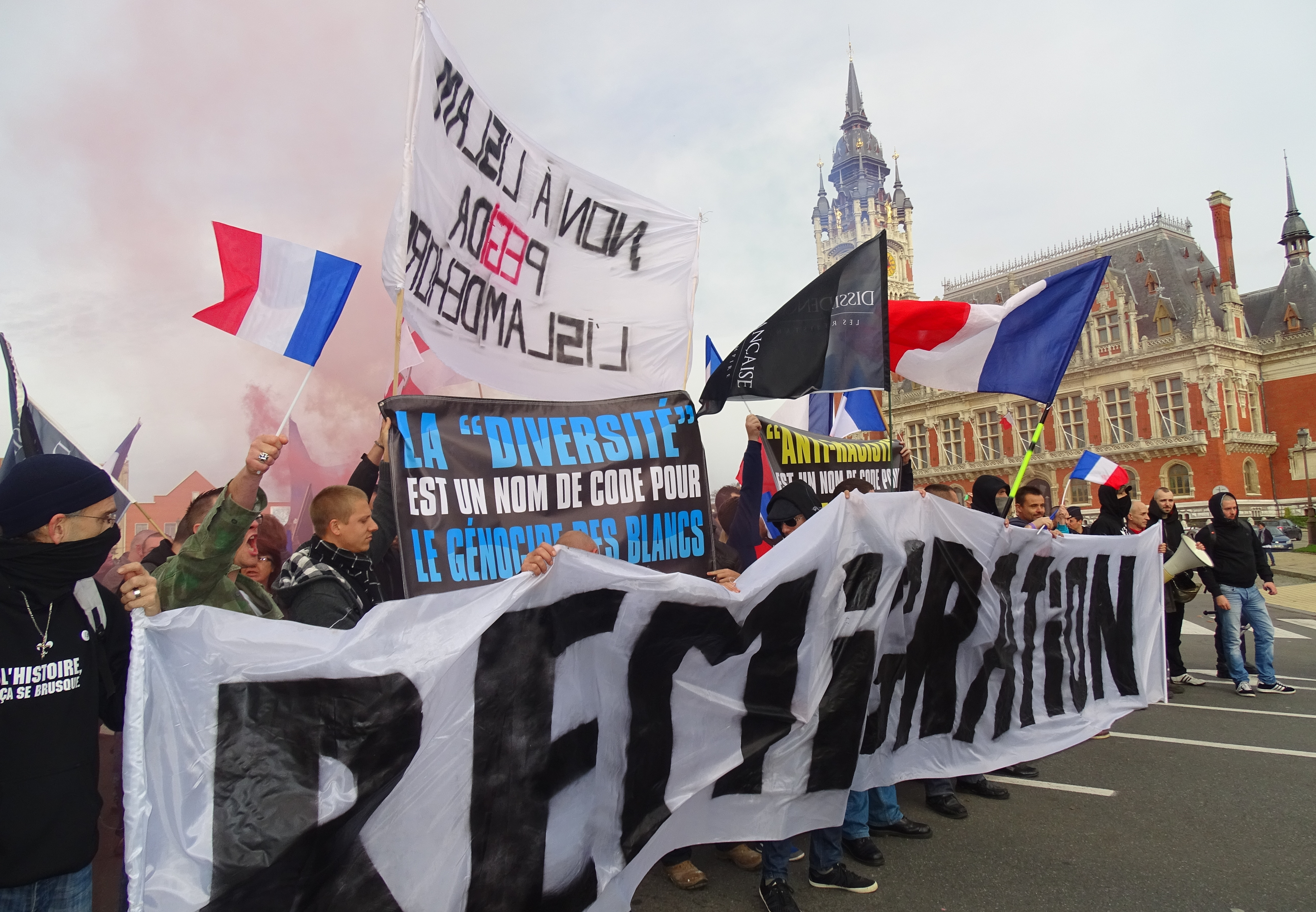
2015년 "백인 학살"에 반대하는 프랑스의 반이민 시위

화이트 제노사이드(영어: White genocide)는 백인종을 강제동화, 대량 이민, 제노사이드를 통해 절멸시키기 위한 음모가 있다고 주장하는 백인 우월주의적 음모론이다. 이들은 혼혈, 인종 간 결혼, 대량의 비백인 이민 유입, 인종 통합, 저출산, 낙태, 음란물, LGBT 운동 등을 그 계획의 일부로 보며, 그 주동자로 유대인 세력을 비난하는 경우가 많다. 또한 흑인이나 히스패닉, 무슬림을 출산율이 높은 이민자나 폭력적인 침략자로 묘사하며 비난하기도 한다.

## 같이 보기
- 백인의 인구 감소
- 분노한 백인 남성
- 대체 이주